# Lactarius pseudodelicatus
Lactarius pseudodelicatus é um fungo que pertence ao gênero de cogumelos Lactarius, da ordem Russulales. Encontrado na América do Norte, foi descrito cientificamente em 1960 pelo micologista norte-americano Alexander H. Smith.